# Aspres-lès-Corps
Aspres-lès-Corps é uma comuna francesa na região administrativa da Provença-Alpes-Costa Azul, no departamento de Altos-Alpes. Estende-se por uma área de 16,73 km². Em 2010 a comuna tinha 105 habitantes (densidade: 6,3 hab./km²).